# Pelahustán (kommunhuvudort)
Pelahustán är en kommunhuvudort i Spanien.   Den ligger i provinsen Toledo och regionen Kastilien-La Mancha, i den centrala delen av landet, 80 km väster om huvudstaden Madrid. Pelahustán ligger 676 meter över havet och antalet invånare är 364.
Terrängen runt Pelahustán är kuperad, och sluttar söderut. Runt Pelahustán är det mycket glesbefolkat, med 7 invånare per kvadratkilometer. Närmaste större samhälle är Sotillo de la Adrada, 12,8 km norr om Pelahustán. Omgivningarna runt Pelahustán är huvudsakligen savann.